# Drăgoiești
Drăgoiești è un comune della Romania di 2 560 abitanti, ubicato nel distretto di Suceava, nella regione storica della Bucovina. 
Il comune è formato dall'unione di 3 villaggi: Drăgoiești, Lucăcești, Măzănăești.
Nel 2004 si sono staccati da Drăgoiești i villaggi di Berchișești e Corlata, andati a formare il comune di Berchișești.